# Rak kamenáč
Rak kamenáč (Austropotamobius torrentium) je druh raka, jeden ze dvou původních českých raků. Obývá především chladné a čisté vody horních úseků toků, jež mají kamenité či štěrkové dno, kde se ukrývá pod kameny a v jeskyňkách. Je velice citlivý na čistotu vody.

## Popis
Kamenáč se podobá raku říčnímu (Astacus astacus), má však jinak utvářený nosec (rostrum) a jen jeden pár hrbolků na pancíři (karapax) za očními výkroji. Dorůstá průměrně délky 60–90 mm a hmotnosti 100 g. Krunýř má hladký, široký, postorbitální lišta, která se nachází na karapaxu za očima, je jen jedna, rostrum je krátké. Klepeta jsou mohutná, s množstvím hrbolků a trnů, na spodní straně jsou světlá, stejně jako nohy. Při sevření klepet se jejich prsty nedovírají. Na hlavě jsou dva páry tykadel a dvě oči. Zadeček je článkovaný, zakončený pětidílnou ploutvičkou. Zbarvení se řídí podle příslušné lokality, často bývá do šedomodra.
Samci se liší od samic větší velikostí, širším karapaxem (u samic naopak) a tím, že mají prvé dny dva páry zadečkových nožek přeměněny v kopulační orgán.

## Možná záměna
Možná záměna s dalšími českými raky a to zejména s rakem bahenním (Pontastacus leptodactylus), který je jen o něco větší (velikost dospělců asi 120–150 mm). Rak bahenní má obvykle krunýř pokrytý výraznými hrbolky a postorbitální lišty jsou dvě. Klepeta má úzká a drobná. Od raka říčního ho odlišíme snadno podle červeného zbarvení na spodní straně klepet.

## Rozšíření

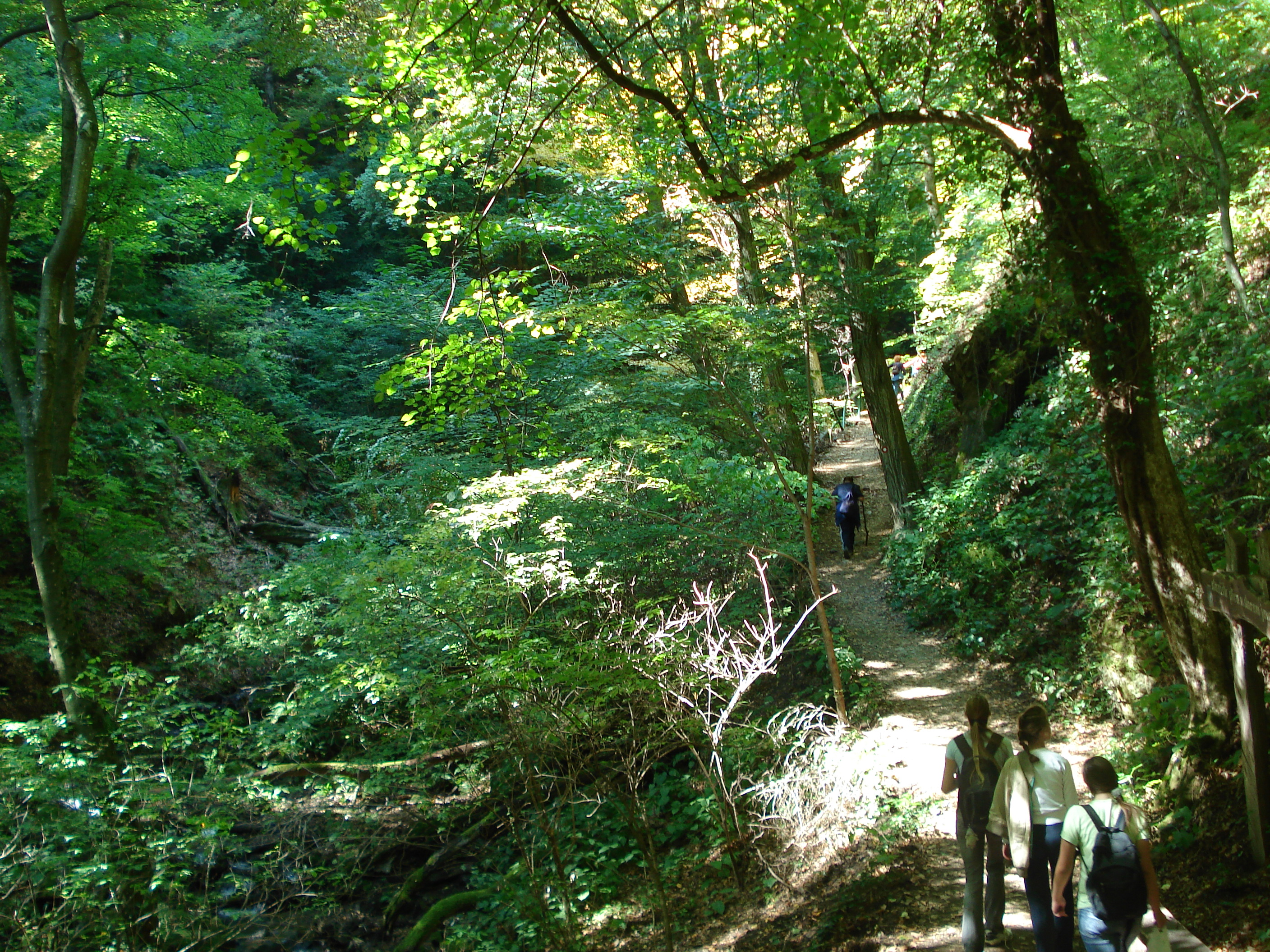
Horský potok na svazích chorvatské Medvedice je typickým prostředím raka kamenáče.

### Celkové
Osou rozšíření druhu je Dunaj. Od rumunské řeky Olt pak pokračuje vzhůru proti proudu do Německa a Švýcarska a do částí rýnské a labské pánve. Je rozšířen v jižním německu a Švýcarsku Rakousku, Maďarsku, Slovinsku a Chorvatsku.

### Česká republika a Slovensko
V současné době se kamenáči vyskytují lokálně v malých a středních tocích. V České republice je rozšířen v západních (hlavně povodí Úhlavy, Úslavy, Bradavy a Klabavy) a středních Čechách (v CHKO Křivoklátsko a okolí v povodí Stroupínského potoka a některých přítocích Berounky) a v izolovaných lokalitách v CHKO České středohoří a Podkrkonoší (PP Luční potok v Podkrkonoší). Na Moravě jeho výskyt není v současné době prokázán. O značný úbytek kamenáčů se zasloužilo onemocnění způsobené řasovkou (dříve Oomycetou) Aphanomyces astaci především v letech 1876–1885, jež bývá běžně označována jako račí mor. Na Slovensku se kamenáč vyskytuje hojněji v Malých Karpatech.

## Výskyt
Rak kamenáč se vyskytuje především v horních úsecích meandrujících toků s kamenitým či štěrkovitým dnem. Své úkryty vyhledává převážně pod kameny v celém korytě potoků a řek v klidných zónách vody.

## Rozmnožování
K páření dochází na podzim. Samci nalepují samicím bílé trubičkovité spermatofory do blízkosti párovitých pohlavních otvorů na kyčlích třetího páru hrudních noh. V říjnu a listopadu kladou samice vajíčka velikost asi 3 mm v průměru, černohnědé barvy, v počtu asi 50–100 kusů. Jsou lepkavá a ulpívající na zadečkových nožkách (samice při kladení podkládá zadeček pod tělo). Samice opatruje vajíčka pod zadečkem až do jara, kdy se z nich líhnou malí ráčci, kteří se zde ještě nějakou dobu aktivně přidržují. Malí ráčci se po vykulení živí planktonem. Ráčci se několikrát svlékají a do zimy dosahují délky asi 4 cm. Pak už rostou pomaleji, ale i v dospělosti se dále pravidelně svlékají.

## Potrava
Raci loví v noci různé vodní živočichy. Žere také mrtvá těla živočichů nebo rostliny.

## Ohrožení
Existence raka kamenáče je ohrožena několika negativními vlivy, zejména znečišťováním toků odpadními vodami z průmyslu, odpadem a chemikáliemi používanými v zemědělství, lesním hospodářství, ale také komunálními odpadními splašky. Silné usazeniny sedimentů v důsledku přísunu ze zemědělství vedou pro stálé vyplňování dutých prostorů k vyhynutí obsádek nebo zabraňují novému osídlení. Dalším velmi závažným faktorem jsou vodohospodářské zásahy. Jedná se o regulační úpravy na tocích, které většinou znamenají sníženou diverzitu mikrohabitatů koryta. S regulacemi je spojeno často i čištění a prohlubování koryta, při kterém dochází v dotčených úsecích k likvidaci většiny organismů. Příčinou ohrožení tohoto druhu bývá rovněž narušení biologické rovnováhy v tocích vysazením nadměrného množství pstruhů likvidujících mladé jedince či predace přemnoženým nepůvodním druhem – norkem americkým. Velmi významným negativním vlivem působícím na původní druhy raků je onemocnění zvané račí mor, jehož původcem je plíseň Aphanomyces astaci.

## Péče o druh
V rámci péče o druh je nutné zejména zachovat čistotu vody a přirozený charakter koryta toků i jejich okolí, ve kterých se ještě rak kamenáč vyskytuje. Z opatření směřujících ke zlepšení stavu populací druhu je podstatné odstraňování nevhodných vodohospodářských zásahů, zamezení možnému znečištění vody a zanášení koryta sedimenty. V určitých oblastech lze doporučit provedení monitoringu populace norka amerického a v případě zjištění výskytu významnější populace přistoupit k její eliminaci. V souvislosti s hrozícím onemocněním račího moru je nutná maximální opatrnost při záchranných transferech, výzkumech, souvisí s upozorněním rybářů na problematiku možného výskytu račího moru, dezinfekcí společně se sledováním výskytu nepůvodních druhů raků, kteří jsou přenašeči onemocnění a snahou zamezit jejich dalšímu šíření.

## Zajímavosti
Všichni raci jsou velmi citliví na změny chemického složení vody. I slabé a jednorázové znečištění potoka vyhubí směrem po proudu celou račí populaci. Znovuosídlení vytrávené vodoteče probíhá pomalu za předpokladu, že již k dalším otravám nedojde. Je možno klást rovnítko mezi ochranou raků a ochranou přirozeného stavu a čistoty vod. Raky lze používat též pro bioindikaci čistoty řek a potoků. Z potoků, které nejsou zastíněny břehovými porosty, raci též mizí. Vydlážděné betonové stoky jsou pro ně zcela neobyvatelné.